# Cotxa fuliginosa
La cotxa fuliginosa (Phoenicurus fuliginosus) és una espècie d'ocell de la família dels muscicàpids (Muscicapidae) Es troba a l'Àsia meridional, el Sud-est asiàtic i la Xina. El seu hàbitat natural són els rierols i rius d'aigües ràpides. El seu estat de conservació es considera de risc mínim. Els mascles són de color blau fosc amb la cua vermella, mentre que les femelles són grises.